# IC 3647
IC 3647 ist eine elliptische Zwerggalaxie vom Hubble-Typ dE im Sternbild Jungfrau auf der Ekliptik. Sie ist schätzungsweise 26 Millionen Lichtjahre von der Milchstraße entfernt und hat einen Durchmesser von etwa 15.000 Lichtjahren. Unter der Katalognummer VCC 1857 wird sie als Mitglied des Virgo-Galaxienhaufens aufgeführt.

Im selben Himmelsareal befinden sich unter anderem die Galaxien NGC 4596, NGC 4608, IC 3638, IC 3686.
Das Objekt wurde am 10. Mai 1904 von dem US-amerikanischen Astronomen Royal Harwood Frost entdeckt.